# 奥代帕蒂
奥代帕蒂（Odaipatti），是印度泰米尔纳德邦Theni县的一个城镇。总人口13116（2001年）。

## 人口
该地2001年总人口13116人，其中男性6546人，女性6570人；0—6岁人口1385人，其中男759人，女626人；识字率63.87%，其中男性为75.66%，女性为52.12%。